# Bingöl
Bingöl (en zazaki, Çolig; en kurdo,  Çewlîk; en armenio, Çabakçur) (cuyo nombre significa mil lagos) es una ciudad y un distrito al este de Turquía y capital de la provincia de Bingöl. Cuenta con una población de 86.511 habitantes (2007). Está rodeada de montañas y numerosos lagos glaciares.
Hasta 1950 se llamaba Çabakcur, que significa aguas violentas en armenio.

## Bingöl en la actualidad
El 1 de mayo de 2003, la región sufrió un terremoto de magnitud 6.4, que causó 100 muertos y 300 heridos.